# 懸鏈曲面

懸鏈曲面

A catenoid obtained from the rotation of a catenary

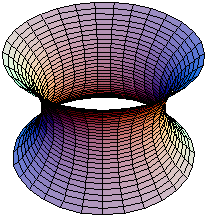
將懸鏈線繞其準線旋轉而得的懸鏈曲面

懸鏈曲面（又名懸垂曲面）是一个曲面，是將懸鏈線繞其準線旋轉而得（見右側動畫），故為一旋轉曲面。除了平面以外，懸鏈曲面也是第一個被发现的极小曲面，在1744年被萊昂哈德·歐拉发现且證明。Jean Baptiste Meusnier也做了些早期的研究。只有兩個曲面既為旋轉曲面又是最小曲面，即為平面與懸鏈曲面。
懸鏈曲面可被以下參數式所定義：
{\displaystyle x=c\cosh {\frac {v}{c}}\cos u}
{\displaystyle y=c\cosh {\frac {v}{c}}\sin u}
{\displaystyle z=v}
其中{\displaystyle u\in [-\pi ,\pi )}，{\displaystyle v\in \mathbb {R} }且{\displaystyle c}為非零實數。
在圓柱座標系則有：
{\displaystyle \rho =c\cosh {\frac {z}{c}}}
其中{\displaystyle c}为实数。
理想状态下，把一对经过肥皂溶液浸泡的圆形铁环张开，就可以得到一个悬链面形状的肥皂膜。这个现象的原理是由于肥皂膜会趋向于形成在固定边界（铁环）下表面积最小的旋转曲面，根据这个原理，可以用变分法证明肥皂膜的形状是悬链面。

## 螺旋面變換

此動畫展示了螺旋面如何變型成懸鏈曲面

螺旋面與懸鏈曲面屬同一相關曲面，我們可以在不拉縮的情況下將懸鏈曲面扳成螺旋面。也就是說，我們可以用一個連續且等距的變換將懸鏈曲面變成螺旋面的一部份，且在變型的每一瞬間，曲面皆為极小曲面。此變換可由下列式子給出：
{\displaystyle x(u,v)=\cos \theta \,\sinh v\,\sin u+\sin \theta \,\cosh v\,\cos u}
{\displaystyle y(u,v)=-\cos \theta \,\sinh v\,\cos u+\sin \theta \,\cosh v\,\sin u}
{\displaystyle z(u,v)=u\cos \theta +v\sin \theta \,}
注意{\displaystyle (u,v)\in (-\pi ,\pi ]\times (-\infty ,\infty )}，且變換參數{\displaystyle \theta }滿足{\displaystyle -\pi <\theta \leq \pi }，
其中
{\displaystyle \theta =\pi }對應到右旋螺旋面， 
{\displaystyle \theta =\pm \pi /2}對應到懸鏈曲面，
{\displaystyle \theta =0}對應到左旋螺旋面。
该等距变换可以由微分几何中的曲面第一基本形式证明。